# Кружни мишић усана
Кружни мишић усана (лат. musculus orbicularis oris) окружује усни отвор и пружа се од горње усне до опнастог дела носне преграде, и од доње усне наниже до брадно-усног жлеба. Има облик елипсе и састоји се од два концентрична дела: унутрашњег или усничког (лат. pars labialis) и спољашњег или ивичног (лат. pars marginalis). Унутрашњи део чине само влакна кружног мишића усана, док у изградњу његовог ивичног дела улазе и влакна суседних мишића усана, образа и браде.
Инервација потиче од образних грана фацијалног живца и његове доњовиличне ивичне гране. Дејство мишића се огледа у затварању уста, а осим тога учествује у сисању, жвакању, звиждању и изговору појединих самогласника. С обзиром да учествује у експресији израза лица, убраја се у категорију мимичних мишића.